# Bernard Laidebeur
Bernard Laidebeur (né le 11 juillet 1942 à Paris et mort dans la même ville le 21 avril 1991) est un athlète français spécialiste du 100 mètres.

## Carrière
Il remporte le titre du 100 m des championnats de France d'athlétisme 1964 avec le temps de 10 s 4. La même année, il améliore deux fois le record d'Europe du relais 4 × 100 mètres : 39 s 3 le 12 juin à Paris, en compagnie de Jean-Louis Brugier, Claude Piquemal et Jocelyn Delecour, et 39 s 2 le 18 juillet à Annecy, avec ses coéquipiers Paul Genevay, Brugier et Delecour. Le 24 août il établit son record personnel sur 100 m en 10 s 42 à Thonon-les-Bains.
Sélectionné pour les Jeux olympiques d'été de 1964, Bernard Laidebeur remporte la médaille de bronze du relais 4 × 100 mètres derrière les États-Unis et la Pologne, aux côtés de ses compatriotes Genevay, Piquemal et Delecour dans le temps de 39 s 3. Aligné par ailleurs dans l'épreuve individuelle, Bernard Laidebeur est éliminé au stade des quarts de finale du 100 m.

## Palmarès
| Date | Compétition     | Lieu  | Place | Discipline |
| ---- | --------------- | ----- | ----- | ---------- |
| 1964 | Jeux olympiques | Tokyo | 3e    | 4 × 100 m  |